# Gazpacho oranés
El gazpacho oranés es un estofado de la gastronomía pied-noir, derivado del gazpacho manchego. Originario de y muy popular en Orán, Argelia, los pieds-noirs (franceses de la Argelia francesa) lo llaman simplemente «gazpacho». Es el plato tradicional del lunes de Pascua, inseparable de la mona de Pascua (o Mouna) y el hacer volar de bilochas (cometas). Se prepara en un fuego de leña y se incluyen de tres a cinco diferentes carnes, pero no más. Debido a que es originalmente un plato de cazadores, es común el uso de carnes de caza: pollo, conejo, lomo de cerdo, cordero... o también: ternera, codorniz, gallina de Guinea, paloma, perdiz o pato. Una vez dorada la carne, se reserva y se agregan las verduras como las cebollas, tomates, el ajo, un ramillete de hierbas y especias como clavo de olor, ñora, azafrán, laurel.... Las carnes se mezclan con esta fondue, que luego se moja con agua. Opcionalmente se agregan pimientos morrones, pelados y cortados en tiras, luego, finalmente, orégano y se sirve con torta, panqueques o matzá.